# Punda
Punda (hist. De Punt) – dzielnica (wijk) miasta Willemstad w dystrykcie Willemstad, w kraju autonomicznym Curaçao, należącym do Holandii, w Ameryce Południowej. 20 października 2023 r. liczyła 216 mieszkańców. Wraz z dzielnicą Otrobanda tworzą centrum Willemstadu. Jest najstarszą dzielnicą miasta.   
Znajdują się tutaj most pontonowy Królowej Emmy z 1886 r. oraz zbudowany w 1974 r. Most Królowej Juliany.
Najstarszym budynkiem dzielnicy jest budynek Muzeum Poczty (Postmuseum) z 1693 r.

## Osady
W skład dzielnicy wchodzi jedna osada (buurt):
| Lp. | Nazwa      | Powierzchnia km² | Liczba mieszkańców |
| --- | ---------- | ---------------- | ------------------ |
| 1.  | Pietermaai | 0,35             | 194                |